# Jamna (Bułgaria)
Jamna (bułg. Ямна) – wieś w Bułgarii, w obwodzie sofijskim, w gminie Etropole. Według danych szacunkowych Ujednoliconego Systemu Ewidencji Ludności oraz Usług Administracyjnych dla Ludności, 15 września 2022 roku miejscowość liczyła 175 mieszkańców.